# Аеробна микробна разградња
Аеробна микробна разградња представља разградњу органске супстанце у присуству ваздуха помоћу микроорганизама. Најбрже и најкомплетније разлагање већине органских загађивача се одвија у аеробним условима. Почетна биохемијска реакција је уграђивање молекулског кисеоника моно- и диоксигеназама, а затим превођење насталих производа у интермедијере централних метаболичких путања. Аеробни микроорганизми захтевају соли азота, фосфора, калијума, магнезијума, гвожђа, цинка и др. Највећи раст бактерија и гљивица оксиданаса угљоводоника запажа се у температурном интервалу од 25 – 40 0C. Међутим микроорганизми показују велику прилагодљивост на услове раста, па и на температуру. Оптимална pH средине за биоразградњу се креће између 7 и 8,5. Промена киселости средине може утицати на промену доминантне врсте заступљених микроорганизама, па тиме и услова за микробиолошку разградњу.

## Микроорганизми
Употреба микроорганизама као биодеградационих агенаса је у сталном порасту због огромног биодиверзитета и непревазиђеног катаболичког потенцијала. Деградационе способности су условљене катаболичким генима и ензимим. Осим тога, микроорганизми поседују различите механизме за адаптацију на хидрофобне супстрате као што су: модификација ћелијске мембране, производња површински активних супстанци или употреба ефлукс пумпи за смањење концентрације токсичних компоненти. Доминантни родови микроорганизама који разграђују угљоводонике нафте су код бактерија: Nocardia, Pseudomonas, Acinetobacter, Flavobacterium, Micrococcus, Arthrobacter, Corynebacterium, Achromobacter, Rhodococcus, Alcaligenes, Mycobacterium и Bacillus, код квасаца: Rhodotorulla, Candida, Sporobolomyces и Aureobasidium, a код плесни: Fusarium, Aspergillus, Mucor, Penicillium, Trichoderma и Phanerochaete.
Микроорганизми имају способност да разграде само одређени број компоненти нафте, али мешане културе као што су микробне заједнице присутне у земљишту омогућавају већи степен деградације. Неке од компоненти се могу разложити само заједничким деловањем више микроорганизама. Осим микроорганизама који примарно разлажу нафту, у земљишту су присутни и други који користе за своју исхрану компоненте настале примарном разградњом.

## Укањање нафтног загађивача под аеробним условима
Укањање нафтног загађивача под аеробним условима подразумева присуство кисеоника. Ова метода је веома брза. Деградација алкана се врши оксидацијом угљоводоничног низа до примарног алкохола, који се даље оксидује дехидрогеназама до масне киселине која улази у β-оксидацију. Крајњи производ β-оксидације је ацетил коензим А, који улази у циклус лимунске киселине и добија се угљен-диоксид.
Један од кључних механизама за уклањање органских контаминаната из земљишта је катаболичка активност микроорганизама. Поједини микроорганизми имају и више од једног система за деградацију алкана, као што је Rhodococcus erythropolis. Главни интермедијер у катаболизму ароматичних једињења је катехол. Уграђивањем кисеоника помоћу диоксигеназа настаје cis-дихидродиол, а затим катехол. Затим се прстен отвара у орто- или мета- положају и настају cis, cis-муконска киселина или њен семиалдехид.

## Деградација алкана
Најзаступљенији начин деградације алкана је терминална оксидација угљоводоничног низа до примарног алкохола, који се даље оксидује дехидрогеназама до масне киселине која улази у процес β-оксидације. Постоје и друге путање. Помоћу диоксигеназа се оксидују n-C10−C30 алкани и C12−C20 алкени и настаје алдехид, без алкохолног интермедијера. Такође, помоћу cis-десатураза се уводи двострука веза у алкан. Код неких бактерија и квасаца оксидују се оба терминуса алкана, што је означено као ω-оксидација и настају α,ω-дикарбонске киселине.
Код бактерија је најбоље проучена путања разградње алкана помоћу ензима који се налазе на OCT плазмиду Pseudomonas putida GPо1.   Превођење алкана у алкохол се одвија уз помоћ комплекса алканхидроксилазе, који чине монооксигеназа интегрисана у плазма мембрану (AlkB), рубредоксин и рубредоксинредуктаза. Алкан-хидроксилазе сличне AlkB су широко заступљене и код грам-позитивних и грам-негативних бактерија. Окарактерисано је 250 AlkB хомолога у најмање 45 бактеријске врсте.
Осим ензима сличних AlkB постоје и друге алканхидроксилазе са другим кофакторима и другачијом регулацијом. Ови ензими се могу класификовати и према дужини угљоводоничног низа који користе као супстрат: метан-монооксигеназе користе C1−C8, мембранске AlkB C5−C16 алкане, цикличне алкане, алкил-аромате, P450 оксигеназе еукариота (микрозомалне, CYP52) и прокариота (CYP153) C5−C16 , флавин-диоксигеназа C10−C30 угљоводонике. Код бактеријских P450 ензимских система неопходни су фередоксин и фередоксин-редуктаза која преноси електроне са NADPH до цитохрома. Поједини микроорганизми имају и више од једног система за деградацију алкана. Тако, на пример, изолати Rhodococcus erthropolis могу да садрже и до пет ензима AlkB типа и три CYP153 типа